# Hrabstwo Ontonagon
Ontonagon – hrabstwo w stanie Michigan w USA. Siedzibą hrabstwa jest Ontonagon.

## Wioski
- Ontonagon

## CDP
- White Pine

## Hrabstwo Ontonagon graniczy z następującymi hrabstwami
- północny wschód – hrabstwo Keweenaw
- wschód – hrabstwo Houghton
- południowy wschód – hrabstwo Iron
- południe – hrabstwo Gogebic
- zachód – hrabstwo Ashland, w stanie Wisconsin
- północny zachód – hrabstwo Cook, w stanie Minnesota